# Vrbina penízková
Vrbina penízková (Lysimachia nummularia) je zlatožlutě kvetoucí vytrvalá plazivá vlhkomilná rostlina vysoká do 10 cm rostoucí ve vlhkém prostředí, druh z velkého rodu vrbina.

## Rozšíření
Roste téměř v celé Evropě, vyjma oblastí okolo Středozemního moře a studených oblastí nad 60° severní zeměpisné šířky, východním směrem se vyskytuje až po ruské pohoří Ural. Zavlečena byla do Severní Ameriky, Japonska, Austrálie i na Nový Zéland. Přirozeně vyrůstá na stinných vlhkých loukách a polích, v lužních lesích, kolem pramenišť, v močálech, slatinách a na březích vodních toků a nádrží. Může růst i přímo ve vodě. Požaduje půdu hlinitou až jílovitou, slabě kyselou či neutrální, bohatou humusem a dobře zásobenou dusíkem.
Je to původní druh české flory. Vyjma vyšších poloh roste poměrně hojně po celém území ČR. Nejčastěji se vyskytuje ve svazech Alopecurion pratensis, Cnidion venosi, Salicion albae, Alno-Ulmion, Agropyro-Rumicion crispi, Aegopodion podagrariae a Calthion.
Podle "Florabase.cz" se vrbina penízková v ČR vyskytuje:

## Popis
Vrbina penízková je vytrvalá nitrofilní bylina s plazivými i v zimě zelenými, čtyřhrannými lysými lodyhami o délce 10 až 50 cm které v uzlinách snadno zakořeňují a mnohdy vytvářejí rozsáhlé propletené "rohože". Lodyhy rostou z tenkého, až 0,5 m dlouhého oddenku. Široce vejčité až okrouhlé listy, s řapíky do 5 mm dlouhými, vyrůstají na lodyze vstřícně ve dvou řadách. Jejich celokrajné čepele, 1 až 3,5 × 0,5 až 3,5 cm velké, jsou na bázi mírně srdčité, na vrcholu tupé a jsou posety velmi drobnými červenohnědými žlázkami.
Oboupohlavné vonné pětičetné květy na lysých stopkách 1 až 8 cm dlouhých vyrůstají jednotlivě, výjimečně po dvou, z úžlabí listů, nejčastěji ve střední části lodyhy. Kalich dlouhý asi 7 mm má lístky srdčitého nebo kopinatého tvaru které jsou jen u báze srostlé. Mírně nálevkovitá až kolovitá koruna je asi 1,5 cm široká, její sytě žluté a uvnitř drobně hnědě tečkované lístky jsou eliptické až obvejčité a od sebe téměř zcela odděleny. Tyčinek s nitkami vespod rozšířenými a srostlými, navíc posazenými drobnými žlázkami, je pět a bývají často považovány za jednobratré. Ze svrchního semeníku složeného z pěti plodolistů ční čnělka zdélí nitek a nese hlavičkovou bliznu.
Kvete od května do července a přestože je na květech pozorován dostatek opylovačů sbírající pyl (nektar v květech není), jen málokdy se vyvinou plody, k opylení vlastním pylem zde nedochází. Plody jsou tobolky dorůstající na ohýbajících se stopkách a po uzrání pukající na vrcholu pěti chlopněmi. Jsou kulovité, mnohosemenné, žlutavé, červenavě skvrnité a veliké 4 až 5 mm, dozrávají v srpnu až září. Mnohem častěji než semeny se šíří úlomky kořenujících lodyh nebo oddenků.

## Význam
Ve starším lidovém léčitelství se této fytoncidní rostliny s obsahem tříslovin, kyseliny křemičité, saponinů, organických kyselin, enzymů a dalších látek používalo proti průjmům, plícním nemocem, k hojení otevřených ran a k úlevě při revmatismu; působí svíravě a staví i vnitřní krvácení. Pro sušení sklízíme kvetoucí nať vrbiny penízkové v době květu, droga je bez aromatu, chutná svíravě až hořkokysele.
Pro svou schopnost růst i pod hladinou je vhodná do studenovodních nádrží. Často se používá jako okrasná půdopokryvná rostlina na stinných místech nebo na březích zahradních jezírek. Dá se dobře řezat a tím ji lze udržet v požadovaném prostoru. Při dostatku vláhy roste i na plném slunci kde lépe kvete.

## Galerie

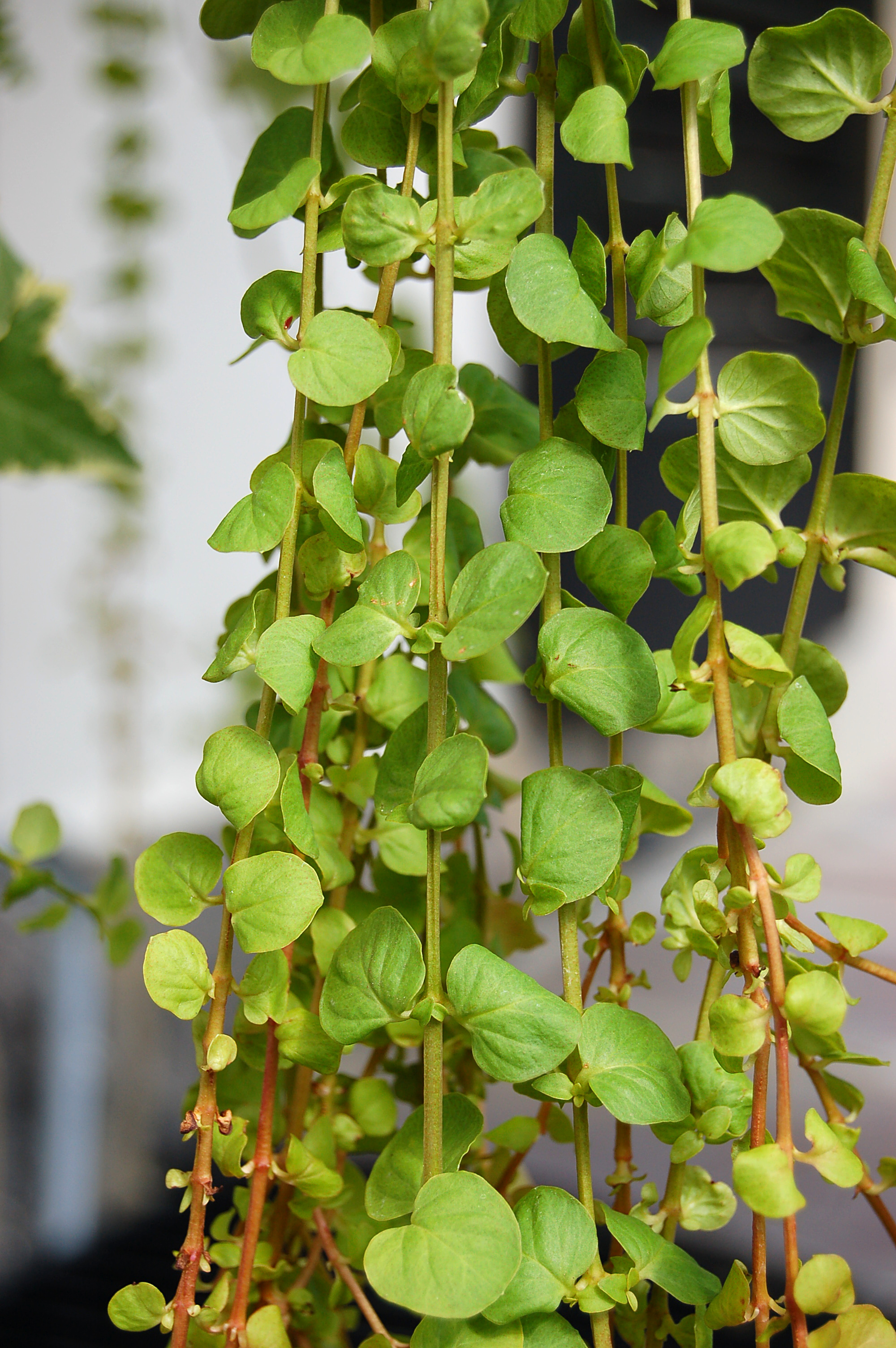
Zavěšená rostlina
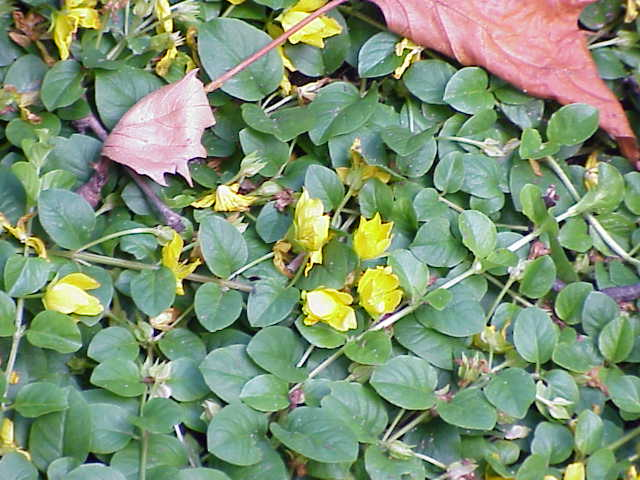
Koberec nebo rohož rostlin
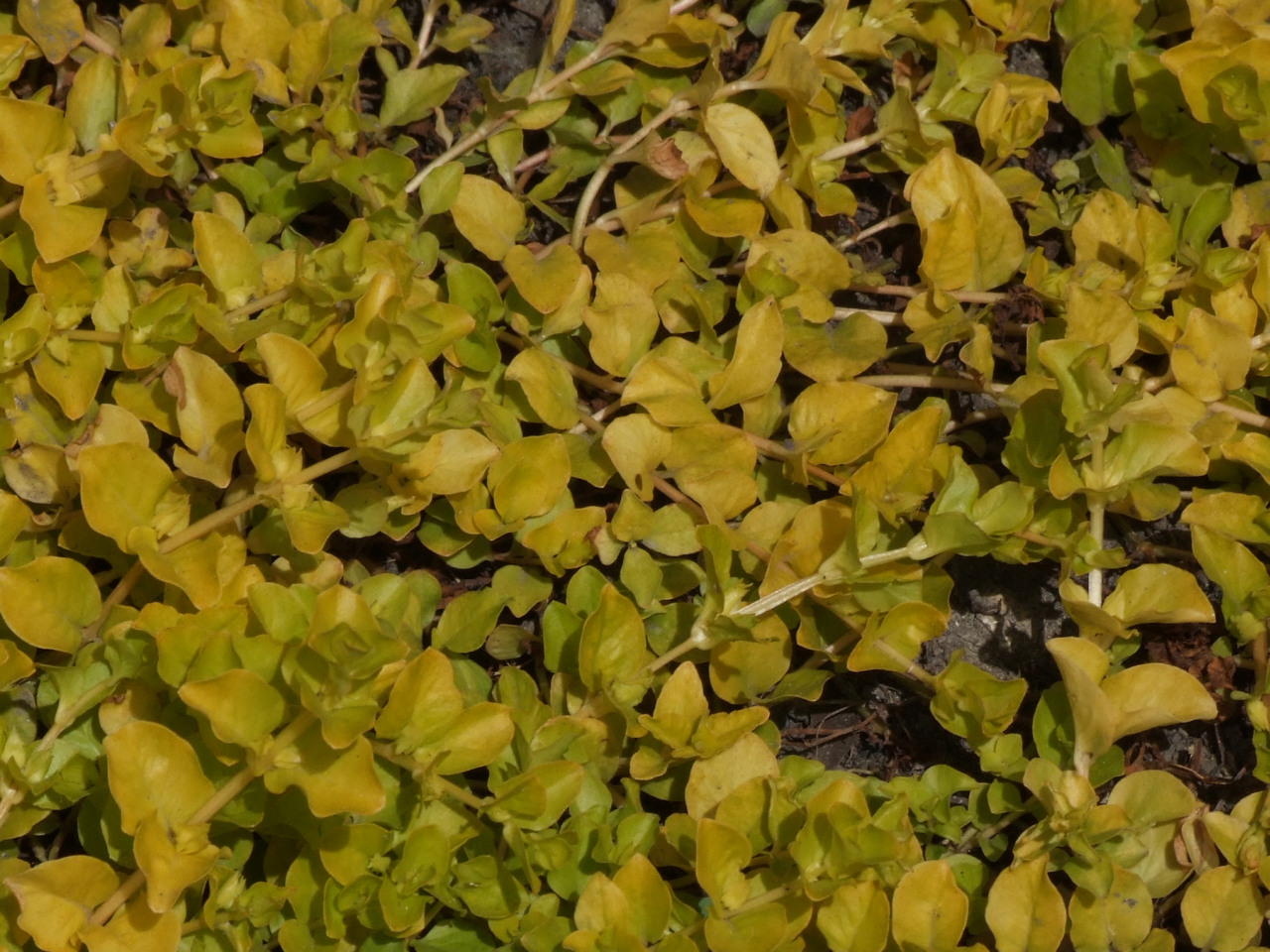
Zlatolistá odrůda 'Aurea'